# Yours Truly (Band)
Yours Truly ist eine australische Pop-Punk-Band, welche 2016 in Sydney, New South Wales gegründet wurde. Ihr Debütalbum, Self Care (2020), erreichte mit Platz 19 ihren Spitzenwert in den australischen Musikcharts.

## Geschichte
Yours Truly wurde im Jahr 2016 gegründet und veröffentlichte ihre Debüt-EP Too Late for Apologies im März 2017 selbst. Die Debüt-Single Winter und Strangers erhielt autoplay bei Triple J. High Hopes wurde im Januar 2018 veröffentlicht. Die Band veröffentlichte ihr Debüt-Studioalbum Self Care am 18. September 2020, welches Platz 19 in den ARIA Albums Chart erreichte. Am 9. Juli 2021, veröffentlichte die Band ihre Single Walk over My Grave, welches ihre erste neue Musik nach Self Care war, gefolgt von ihrer Single Lights On und ihrer neuen EP Is This What I Look Like?, welche am 15. Juli 2022 veröffentlicht wurde.

## Stil und Rezeption
Yours Truly spielen Pop-Punk und wurde zusammen mit anderen Bands genannt, die diese Musikrichtung neu erfinden.

## Diskografie

### Studioalben
| Jahr | Titel Musiklabel | Höchstplatzierung, Gesamtwochen, AuszeichnungChartsChartplatzierungen (Jahr, Titel, Musiklabel, Platzierungen, Wochen, Auszeichnungen, Anmerkungen) | Anmerkungen                              |
| Jahr | Titel Musiklabel | AU | Anmerkungen                              |
| ---- | ---------------- | --- | ---------------------------------------- |
| 2020 | Self Care UNFD   | AU19 (1 Wo.)AU | Erstveröffentlichung: 18. September 2020 |

### EPs
- 2018: Too Late for Apologies[8] (Yours Truly)
- 2019: Afterglow[9] (UNFD)
- 2019: Yours Truly on Audiotree Live[10] (Audiotree Music)
- 2022: Is This What I Look Like?[11] (UNFD)

### Singles
- 2017: Winter[1] (Too Late for Apologies)
- 2017: Strangers[1] (Too Late for Apologies)
- 2018: High Hopes[12] (Afterglow)
- 2019: Circles[13] (Afterglow)
- 2019: I Can’t Feel[14] (Afterglow)
- 2020: Composure[15] (Self Care)
- 2020: Together[16] (Self Care)
- 2020: Undersize[17] (Self Care)
- 2020: Funeral Home[18] (Self Care)
- 2021: Walk over My Grave[3] (Is This What I Look Like?)[19]
- 2021: Go to Hell (with Between You and Me)[20] (Armageddon)
- 2022: Lights On[4] (Is This What I Look Like?)
- 2022: Hallucinate (feat. You Me at Six)[21] (Is This What I Look Like?)
- 2022: Careless Kind[22] (Is This What I Look Like?)
- 2023: Imposter (mit RedHook)[23] (Postcard From a Living Hell)

## Auszeichnungen und Nominierungen

### ARIA Music Awards
Die ARIA Music Awards sind eine jährliche Zeremonie, von der Australian Recording Industry Association (ARIA), welche die Exzellenz, Innovation und Leistung in allen Genres der australischen Musik anerkennen. Sie begannen 1987.
| Jahr | Album     | Auszeichnung                        | Ergebnis  | Referenz |
| ---- | --------- | ----------------------------------- | --------- | -------- |
| 2021 | Self Care | Best Hard Rock or Heavy Metal Album | Nominiert | [ 24 ]   |

### Heavy Music Awards
Die 2017 ins Leben gerufenen Heavy Music Awards würdigen auf demokratische Weise die Besten des Jahres, aus der Heavy-Music Szene. Unter anderem Künstler, Events, Fotografen, Designer, Produzenten und weitere. Mit einer Jury aus mehreren hundert Branchenkennern, die die Finalisten nominieren, hat die Öffentlichkeit das letzte Wort darüber, wer gewinnt.
| Jahr | Band        | Auszeichnung                           | Ergebnis  | Referenz |
| ---- | ----------- | -------------------------------------- | --------- | -------- |
| 2021 | Yours Truly | Best International Breakthrough Artist | Nominiert | [ 4 ]    |

### J Awards
Die J Awards sind eine jährliche Reihe von australischen Musikpreisen, die vom jugendorientierten Radiosender Triple J, der Australian Broadcasting Corporation ins Leben gerufen wurden. Sie begannen im Jahr 2005.
| Jahr | Band        | Auszeichnung                 | Ergebnis  | Referenz      |
| ---- | ----------- | ---------------------------- | --------- | ------------- |
| 2020 | Yours Truly | Unearthed Artist of the Year | Nominiert | [ 26 ] [ 27 ] |